# Наоко Ямадзакі
Наоко Ямадзакі (яп. 山崎直 子, Ямадзаки Наоко, нар. 27 грудня 1970, Мацуда) — японська авіаінженерка та астронавтка JAXA, друга жінка-астронавтка з Японії.
У дитинстві жила в Саппоро. Закінчила середню школу, потім університет. В 1993 в Токійському університеті здобула ступінь бакалавра наук в області аерокосмічної техніки, 1996 року — ступінь магістра наук в області аерокосмічної техніки.
У лютому 1999 року Ямадзакі була відібрана як кандидатка в астронавти (тоді ще під дошлюбним прізвищем Сумін). Базову підготовку розпочала у квітні 1999 року. Сертифікацію як астронавтка отримала у вересні 2001 року. У травні 2004 року завершила підготовку як бортінженерка космічного корабля Союз-ТМА в Центрі підготовки космонавтів імені Гагаріна в Зоряному містечку.
У червні 2004 року Ямадзакі прибула в Космічний центр імені Ліндона Джонсона в Х'юстоні та займалася там за програмою підготовки астронавтів.
З 5 квітня по 20 квітня 2010 брала участь у польоті Діскавері STS-131 як фахівець польоту. Загальна тривалість польоту склала 15 діб 2:00 47 хвилин і 10 секунд.